# Видіння пророка Єзекіїля
 Видіння пророка Єзекіїля  — твір художника Врубеля, ймовірно, пізнього періоду творчості на релігійну тему.
Створення великої за розмірами акварелі охоплене загадками і тайною. Ймовірно, близько 1906 року вже важко хворий Врубель знов звернувся до релігійної тематики. Якось в бесіді зі знайомим він болісно зауважив, що мало мав замов на монументальні твори, а ще менше — на твори зі значущим змістом.
Немає даних про замовлення картин Врубелю на цю тему. Є лише сама картина.
Видіння пророка Єзекіїля — і похмурі, і надто моторошні. Одне з них — видіння сухих кісток на величезному цвитарі, коли за вказівкою Бога — мерці постали з могил, кістки одяглися жилами, м'язами, шкірою і почали чекати душ, аби їх наново оживив Творець.
Розбурхана хворобою свідомість Врубеля зосореджена в ескізі лише на постаті Єзекіїля, урочистій, але похмурій, пригніченій видінням мерців і цвинтаря, терпляче підкореній владі всемогутнього Бога.
Таємнича і значуща зустріч з волею Бога передана художником феєричною, примарною атмосферою хаотичних мазків і плям, зхожих з пилом та сміттям, підхопленим і закрученим угору велетенським вихором. Їх виявилося вдосталь, аби вже уява обізнаного глядача домалювала все необхідне, аби моторошна картина видіння пророка стала повною.
Сміливість технічних прийомів Врубеля вражає. Вона споріднена і хаотичним мазкам англійця Вільяма Тернера, і буревіям Джона Констебла, і кубістичним експериментам Пікассо. Пізній твір Врубеля наче відкривав нові обрії мистецтва майбутнього.

## Провенанс
Ймовірно, створена у 1906 р. Придбана у 1913 р. для збірок Російського музею в Петербурзі. Жорсткі вимоги зберігання акварельних творів великого розміру спонукають показувати твір тільки на тимчасових виставках.

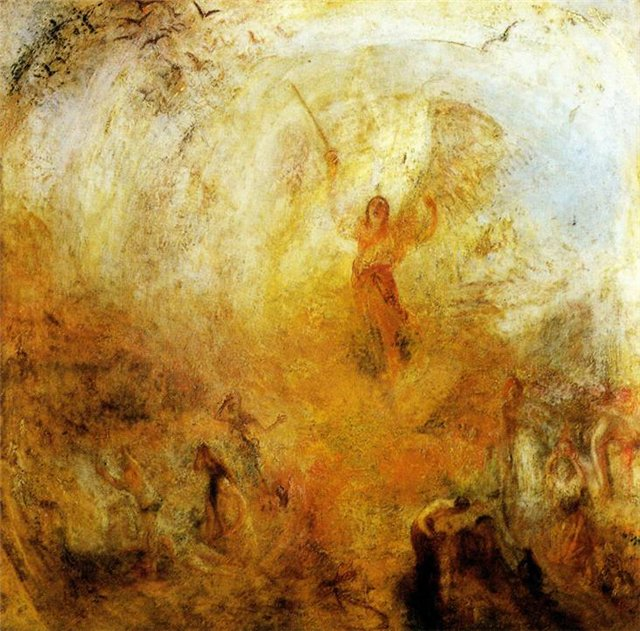
Вільям Тернер, Янгол в стовпі божого Освітлення
Джон Констебл,Дощова злива на узбережжі Брайтону, 1827 р.Королівська академія мистецтв, Лондон